# 岡谷良
岡谷 良（おかたに りょう、1981年1月13日 - ）は、滋賀県蒲生郡竜王町出身のサッカー選手、フットサル選手。
ポジションは、MF。

## 来歴
滋賀県立草津東高等学校サッカー部時代には、高校総体、近畿大会、天皇杯、全日本ユース、高校選手権などに出場。立命館大学に進学後も、関西大学新人戦に出場して優勝を果たす。
2003年、アルゼンチン国内1部リーグ所属のクラブ・オリンポとプロ選手契約を交わし、日本人としては、高原直泰以来2人目のアルゼンチン国内1部リーグプレーヤーとなった。2005年には同国2部リーグのティロ・フェデラルにも在籍したが、トップ出場は果たせなかった。アルゼンチン、ウルグアイに約2年間滞在し、帰国。
2006年、滋賀県びわこ成蹊スポーツ大学に編入学し、サッカー部に所属。
2009年、ロサンゼルス・ギャラクシーのトライアウトを受け、1000人以上の参加者の中から絞られた40人の中に残るが、不合格となった。その後関西リーグ1部の滋賀FCに加入。
2010年からは舞台をフットサルに移し、現在は関西1部リーグのリンドバロッサに所属。

## 所属クラブ
- 草津東高校
- 立命館大学
- 2003年 - 2004年  クラブ・オリンポ
- 2005年  ティロ・フェデラル
- 2006年 びわこ成蹊スポーツ大学
- 2009年  滋賀FC (現・レイジェンド滋賀FC)

### フットサル歴
- 2010年 LAFORET BIWAKO FUTSAL CLUB JUNTOS SHIGA
- 2011年 S.P.KIMURA JOY FUTSAL CLUB
- 2012年 - リンドバロッサ

## 個人成績
| 国内大会個人成績 | 国内大会個人成績 | 国内大会個人成績 | 国内大会個人成績 | 国内大会個人成績 | 国内大会個人成績 | 国内大会個人成績 | 国内大会個人成績 | 国内大会個人成績 | 国内大会個人成績 | 国内大会個人成績 | 国内大会個人成績 |
| 年度             | クラブ           | 背番号           | リーグ           | リーグ戦         | リーグ戦         | リーグ杯         | リーグ杯         | オープン杯       | オープン杯       | 期間通算         | 期間通算         |
| 年度             | クラブ           | 背番号           | リーグ           | 出場             | 得点             | 出場             | 得点             | 出場             | 得点             | 出場             | 得点             |
| 日本             | 日本             | 日本             | 日本             | リーグ戦         | リーグ戦         | リーグ杯         | リーグ杯         | 天皇杯           | 天皇杯           | 期間通算         | 期間通算         |
| ---------------- | ---------------- | ---------------- | ---------------- | ---------------- | ---------------- | ---------------- | ---------------- | ---------------- | ---------------- | ---------------- | ---------------- |
| 2009             | 滋賀             | 13               | 関西1部          | 10               | 1                | -                | -                | -                | -                | 10               | 1                |
| 通算             | 日本             | 日本             | 関西1部          | 10               | 1                | -                | -                | -                | -                | 10               | 1                |
| 総通算           | 総通算           | 総通算           | 総通算           | 10               | 1                | -                | -                | -                | -                | 10               | 1                |